# Frutigen
Frutigen (frz. Frutenges) ist eine politische Gemeinde und der Hauptort des Verwaltungskreises Frutigen-Niedersimmental des Kantons Bern in der Schweiz.

## Geographie
Die Gemeinde liegt im Kander- und Engstligental und erstreckt sich von der Niesenkette bis zum Gehrihorn. Frutigen ist in acht Bäuerten (Ortsteile) aufgeteilt, darunter Achseten und Elsigbach im Engstligental.
Die Ostflanke der Niesenkette wird als Spissen bezeichnet, was von Spiss, einem schmalen Stück Land kommt. Auf 1000 bis 1200 m ü. M. sind die kleinen Siedlungen namens Rinderwald, Ladholz, Lintern, Kratzern, Gempelen, Zwischenbäch und Ried auf abfallenden Terrassen angeordnet, darunter führen bewaldete Steilhänge bis zur Talsohle. Die einzelnen Spissen sind vom Tal her durch Waldsträsschen erschlossen, als Querverbindungen gibt es durch die Tobel nur schmale, ausgesetzte Bergwanderwege.

## Geschichte

Luftbild (1967)

Eine Lappenaxt aus der Bronzezeit ist die erste Spur von Bewohnern in Frutigen. Münzen und eine eiserne Pflugschar belegen eine römische Besiedlung des Kandertales.
Im 8. oder im 9. Jahrhundert wurde die erste Kirche in Frutigen gebaut, der älteste Beleg einer Kirche stammt von 1228. Die heutige Kirche wurde nach einem Brand 1727 neu aufgebaut. 1234 wurde die Ortschaft als Frutingen erstmals erwähnt.
Um dringende Schulden begleichen zu können, verkaufte Anton von Turn im Jahr 1400 für 6200 Florentiner Gulden die Herrschaft Frutigen an den Schultheissen von Bern. Das Kandertal wurde eine Bernische Landvogtei, verwaltet durch einen Kastlane (Landvogt) mit Sitz auf der Tellenburg. Die Tellenburg wurde im 12. Jahrhundert durch Berchthold V. von Zähringen als Wehrburg gebaut und ist heute zu einer Ruine verfallen.
Wie das übrige Oberland widersetzte sich 1528 auch Frutigen der von Bern eingeführten Reformation, musste aber nach dem Zusammenbruch des Interlakner Aufstandes den neuen Glauben annehmen. Im 18. und 19. Jahrhundert wurde die Gegend ein Zentrum der reformierten Erweckung im Berner Oberland.
In der Helvetischen Republik von 1798 bis 1803 war Frutigen der Hauptort des Distrikts Frutigen im Kanton Oberland. Danach war das Kandertal wieder ein bernisches Oberamt und ab 1831 ein Amtsbezirk. 1850 spaltete sich Kandergrund von Frutigen ab, das zu einer eigenen Gemeinde wurde, zu der bis 1909 auch Kandersteg gehörte.

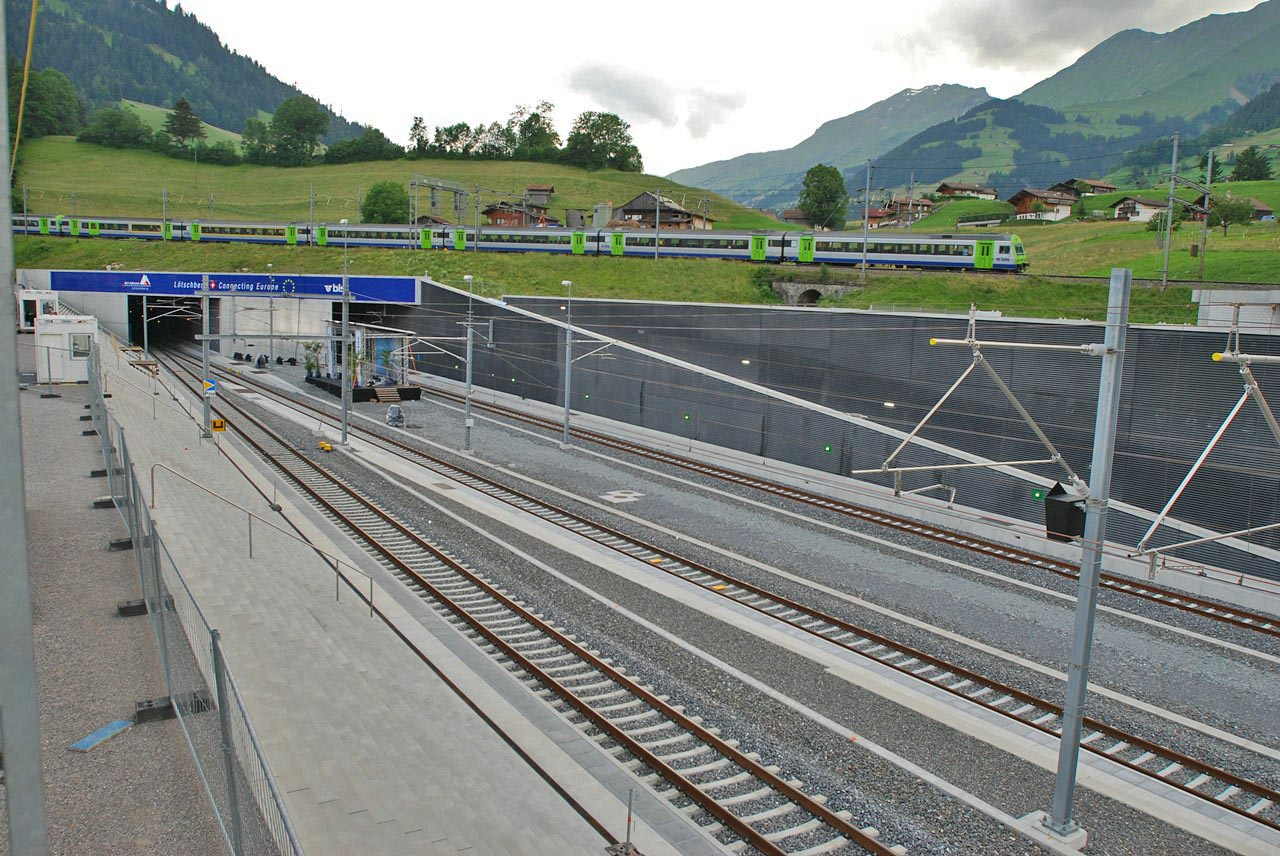
Das Nordportal des Lötschberg-Basistunnels bei Frutigen

Am 3. August 1827 zerstörte ein Dorfbrand 82 Häuser und 48 Scheunen, ausser der Kirche blieben nur sechs Wohnhäuser unversehrt. Ab 1804 verkehrte ein Postwagen von Frutigen nach Thun. Mit dem Ausbau der Verkehrswege öffnete sich das Kandertal dem Tourismus und der Industrialisierung.
Das vor 1850 gewobene Frutigtuch aus der Wolle der einheimischen Schafe war "so stark, dass es zwei bis drei Menschenalter standhielt". Nach Angaben eines Tuchhändlers wurden zu Anfang des 19. Jahrhunderts jährlich ungefähr 50 Kilometer meist blaues Tuch gewoben. 1856 begann man anstelle der Tücher auch die Schafe zu prämieren, da immer weniger Schafe gehalten wurden. Die Menschen wollten immer mehr leichtere Stoffe als das dichte Frutigtuch.
Die Industrie bediente sich auch der Kinderarbeit, so hatte sogar ein Landjäger seine eigenen Kinder um 1879 in die Frutiger Zündholzfabrik geschickt, wie das Eidgenössische Fabrikinspektorat feststellte. 
1901 wurde Frutigen durch die Eisenbahn mit Spiez verbunden; die Weiterführung durch den Lötschbergtunnel nach Brig erfolgte 1913. 1917 verkehrte der erste Postautokurs nach Adelboden. Das Nordportal des 2007 in Betrieb genommenen Lötschberg-Basistunnels liegt auf Frutiger Gebiet.
Frutigen ist seit 1865 Sitz einer Sekundarschule, Berufsschulen und eines Bezirksspitals (1907) sowie seit 2010 Hauptort des neu gebildeten Verwaltungskreises Frutigen-Niedersimmental.
Während des Zweiten Weltkriegs wurde der Militärflugplatz Frutigen im Rahmen des Réduit gebaut. Heute ist der Militärflugplatz Frutigen eine Gewerbezone und wird als Parkplatz verwendet. Jährlich findet auch das Country-Festival Frutigen statt.

## Wirtschaft
Der Landsäckelmeister Friedrich Schneider errichtete 1850 die erste Zündholzfabrik, 15 Jahre später gab es bereits 15 Betriebe mit insgesamt 332 Angestellten. 1972 wurde die Zündholzherstellung eingestellt. Boten aus dem Zündholzzeitalter gibt es noch deren zwei. Eine davon ist die Bühler Holzspan, die ein Spanschachtelmuseum führt: Eine Heimarbeit war die Herstellung von Zündholzschachteln aus Holzspänen gewesen. Als diese in der Industrie durch Kartonschachteln ersetzt wurden, organisierte sich 1916 in Frutigen die Heimindustrie-Genossenschaft Frutigen und stellte nun grössere Behälter aus Holzspänen einer mechanischen Holzspranmaschine.
Die Streichholz-Herstellung mit gelbem Phosphor war hoch gesundheitsschädlich, auch Verbrennungen waren häufig. Jungen Erwachsenen mit Phosphornekrose musste später oft chirurgisch der Ober- oder Unterkiefer entfernt werden. Die Betroffenen erwartete ein kurzes Leben. Einer dieser Fabriken gehörte einem gewissen Ferdinand Gehring. Der im bis 1850 zu Frutigen gehörenden Kandergrund tätige Zündholzfabrikant Peter Wandfluh († 1906) beschäftigte wohl ebenfalls Kinder in seiner Produktion. Edmund Nüsperli, Wilhelm Klein, Fridolin Schuler versuchten, wenigstens die Kinder zu schützen. Die Industriellen waren jedoch gegen das Verbot von Zündhölzchen aus gelbem Phosphor, da sie sich schlechter verkauften als die teureren «schwedischen» Sicherheitsstreichhölzer aus dem ungiftigen roten Phosphor. Sie kippten ein bereits erlassenes bundesrätliches Verbot gegen den Willen der Inspektoren in der Bundesversammlung. Später nahmen viele Fabrikanten die nun illegale Gelb-Phosphor-Produktion wieder auf. Die Illegalität im häuslichen Umfeld förderte die Ausbreitung der Phosphornekrose. Schätzungen gehen davon aus, dass jeder vierte Beschäftigte daran erkrankte.

### Bauwirtschaft
Die Bauwirtschaft spielt in Frutigen eine einflussreiche Rolle. Dabei ist es in der Vergangenheit auch zu Konflikten betreffend Raumplanungsfragen der teilweise im Ortsbildschutz-Gebiet gelegenen Gemeinde gekommen. 2012 machte Frutigen wegen des seit 2010 beobachteten «Bau-Booms» Schlagzeilen, der neue Einwohner und Firmen anlockte und Diskussionen um den Zonenplan und die Verdichtung im Dorf nach sich zog. 2014 formierte sich in der Bevölkerung Widerstand in Zusammenhang mit dem geplanten Bau einer Recycling-Anlage für Bauabfall mitten auf einer Kuhweide in der Landwirtschaftszone.  Nach Vorwürfen im Jahr 2022, wonach die Gemeindebehörde Bauprojekte eines Grossunternehmers bevorzugt habe, wurden im April  erneut Klagen laut, wonach im beschaulichen Dorf «Bauzonen-Anarchie» herrsche: «Seit Jahren ist die Gemeinde immer wieder mit <Baugeschichten> in den Schlagzeilen. Das zuständige Verwaltungspersonal kommt und geht. Wichtige Vorhaben wie der Hochwasserschutz ziehen sich in die Länge. Abstimmungen über Bauprojekte müssen wiederholt werden.» In Folge davon drohte der Kanton zuletzt mit der Einführung einer Zwangsverwaltung, sollte die Gemeinde 35 hängige Baupolizeifälle «mit dringendem Handlungsbedarf» nicht bis Oktober 2024 bearbeitet haben. Als ein möglicher Grund für das auch in der weiteren Region beobachtete Malaise wird für die jüngste Zeit der Fachkräftemangel in Politik und Verwaltung genannt.

### Landwirtschaft
Wie in den meisten Alpengebieten beruht die Landwirtschaft hauptsächlich auf Grasanbau und Viehwirtschaft. Frutigen hatte schon im 14. Jahrhundert einen Viehmarkt. Die Viehzucht war ein bedeutender Erwerbszweig, bis 1866 gab es eine eigene Viehrasse, den Frutigschlag.
Seit Jahrhunderten war das Kandertal das Land der Schafweiden. Sämtliche Wolle wurde im Tal selbst verarbeitet, zum Frutigtuch, das für Trachten im ganzen Bernbiet sehr gefragt war. Der Höhepunkt der Tuchfabrikation war im 19. Jahrhundert.
Der Anbau von Getreide war gemäss Urkunden aus dem 15. Jahrhundert unbedeutend. Es standen zwar bis ins 17. Jahrhundert zwölf Mühlen im Tal, die aber ihr Korn hauptsächlich im Unterland einkauften. Für den Anbau von Kartoffeln waren die Verhältnisse bedeutend günstiger und sie fanden deshalb rasch weiteste Verbreitung. Die ersten Kartoffeln wurden 1729 angepflanzt. Für die Anbauschlacht beim Plan Wahlen wurden die Ackerflächen noch einmal ausgedehnt. Heute gibt es in Frutigen fast keinen Ackerbau mehr.

### Tropenhaus Frutigen
Der Lötschberg-Basistunnel gibt auf der Nordseite pro Sekunde etwa 100 Liter rund 20 °C warmes Bergwasser ab. Die Idee, das Bergwasser für eine Störzucht und die Produktion von tropischen Früchten zu nutzen, wurde durch das 2009 eröffnete Tropenhaus umgesetzt.

### Industrie
Die 91 Industrie-Betriebe beschäftigten 2001 1096 Arbeitnehmer und waren zusammen mit dem Dienstleistungssektor (204 Betriebe mit 1476 Beschäftigten) die hauptsächlichen Arbeitgeber in Frutigen. Der Schieferabbau ist das älteste Bergwerksrecht und geht auf das Jahr 1486 zurück. 1937 war die Blütezeit des Schieferabbaus mit 196 Beschäftigten.
Die heutige Industrie setzt vor allem auf die Herstellung von Hydraulikteilen. Rund 700 Angestellte sind im Hydraulikbereich beschäftigt. Die Wandfluh AG zählt zu den wichtigsten Betrieben im Tal.

## Gesundheitswesen
Frutigen verfügt über ein Spital mit 24-Stunden-Notfallversorgung. Es gehört zum Klinikverbund Spitäler Frutigen Meiringen Interlaken der FMI AG.

## Abwasser
Zur Reinigung des Abwassers wurde die Gemeinde an die ARA Thunersee in der Uetendorfer Allmend angeschlossen.

## Sehenswürdigkeiten
Richtung Adelboden, am Hostalde (Hohstalden), überspannt eine der längsten Fussgänger-Hängebrücken Europas das Tal der Engstligen in 38 Metern Höhe. Die Seilbrücke wurde 2006 gebaut, ist 153 Meter lang und mit 30 Tonnen Gewicht belastbar. Sie ist in Privatbesitz, aber tagsüber der Öffentlichkeit zugänglich. Der Innovationspreis Berglandwirtschaft des Berner Oberlandes wurde mit folgender Begründung den Eigentümern verliehen: Es sei «ein abgeschlossenes innovatives Projekt, schaffe neue Arbeitsplätze, verkaufe regionale Produkte und sei touristisch von Nutzen». An dem der Strasse gegenüberliegenden Brückenende besteht eine bescheidene Einkehrmöglichkeit.

## Politik
Die Führungsaufgaben (Exekutive) übernehmen der Gemeinderat und der Gemeinderatspräsident, Hans Schmid. Die parteipolitische Situation im Gemeinderat setzt sich seit der Wahl vom 8. November 2021 ab 2022 wie folgt zusammen:
- SVP: 4 (unv.)
- Liberales Frutigen: 2 (−1)
- EVP: 1 (unv.)
- EDU: 1 (unv.)
- SP: 1 (+1)

### Stadtrat
- SP: 1
- LF: 2
- EVP: 1
- SVP: 4
- EDU: 1

Der Gemeindepräsident präsidiert die Legislative der Gemeinde, die Gemeindeversammlung. Er hat hauptsächlich repräsentative Funktionen und ist Ombudsstelle der Gemeinde. Gemeindepräsident ist Faustus Furrer (parteilos).
Bei den Nationalratswahlen 2023 betrugen die Wähleranteile in Frutigen (in Klammern die Veränderung im Vergleich zu den Wahlen 2019 in Prozentpunkten): SVP 41,33 % (+0,17), EDU 17,23 % (+5,53), glp 10,90 % (−1,46), EVP 8,59 % (−1,63), SP 7,63 % (+1,11), Mitte 4,56 % (−1,25), FDP 3,66 % (−0,28), Grüne 2,91 % (−0,99), SD 0,42 % (+0,09).

## Bilder

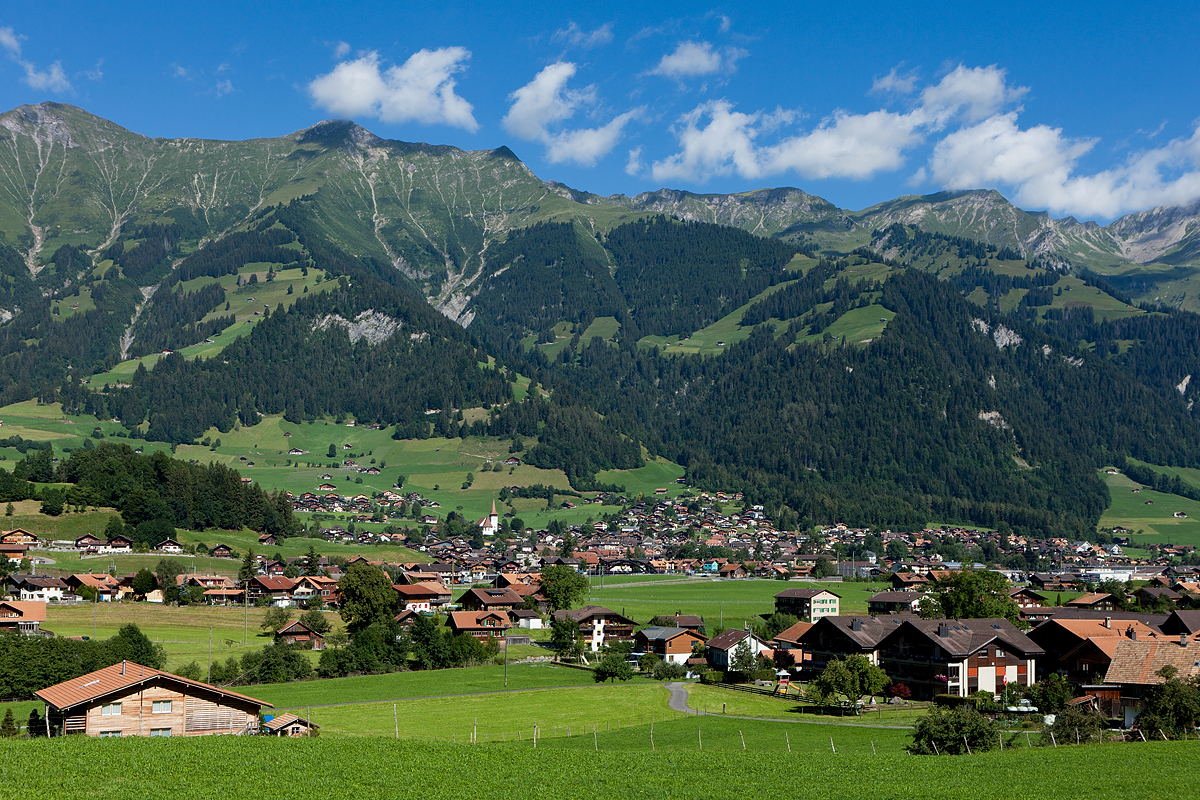
Frutigen
Frutigen um 1900
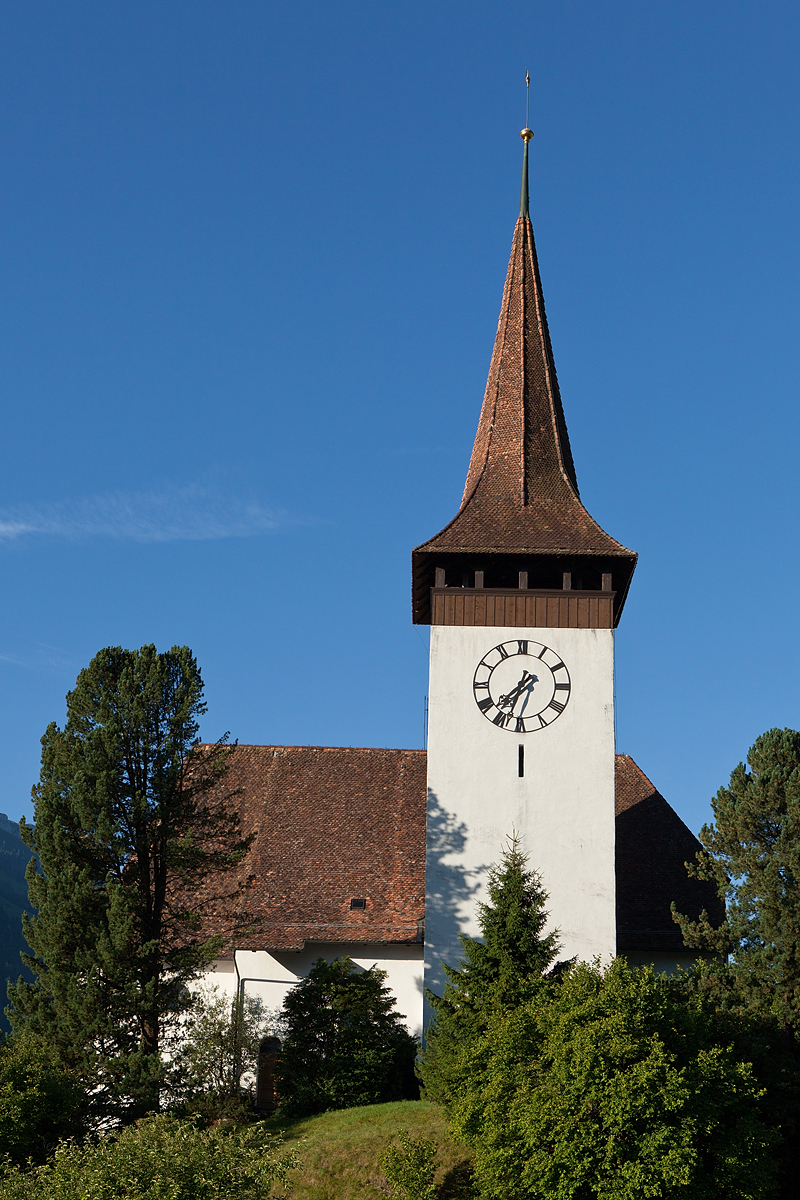
Reformierte Dorfkirche
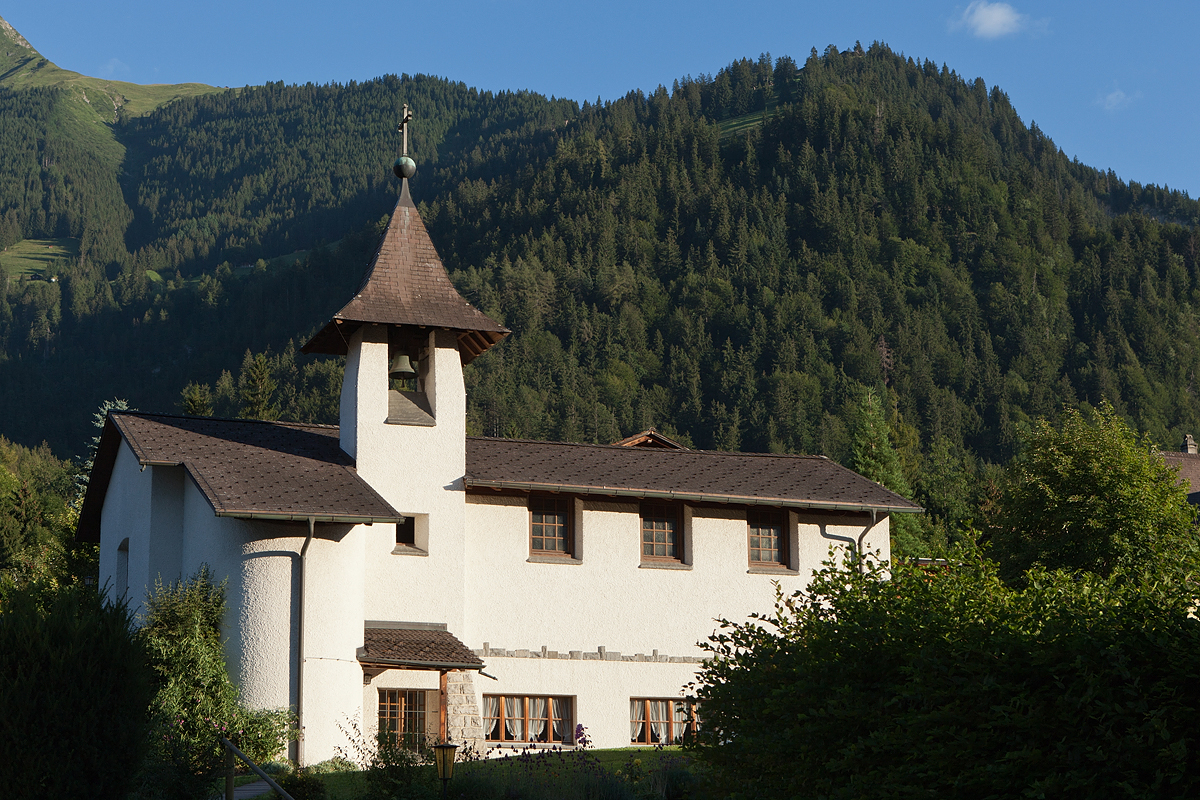
Katholische Kirche
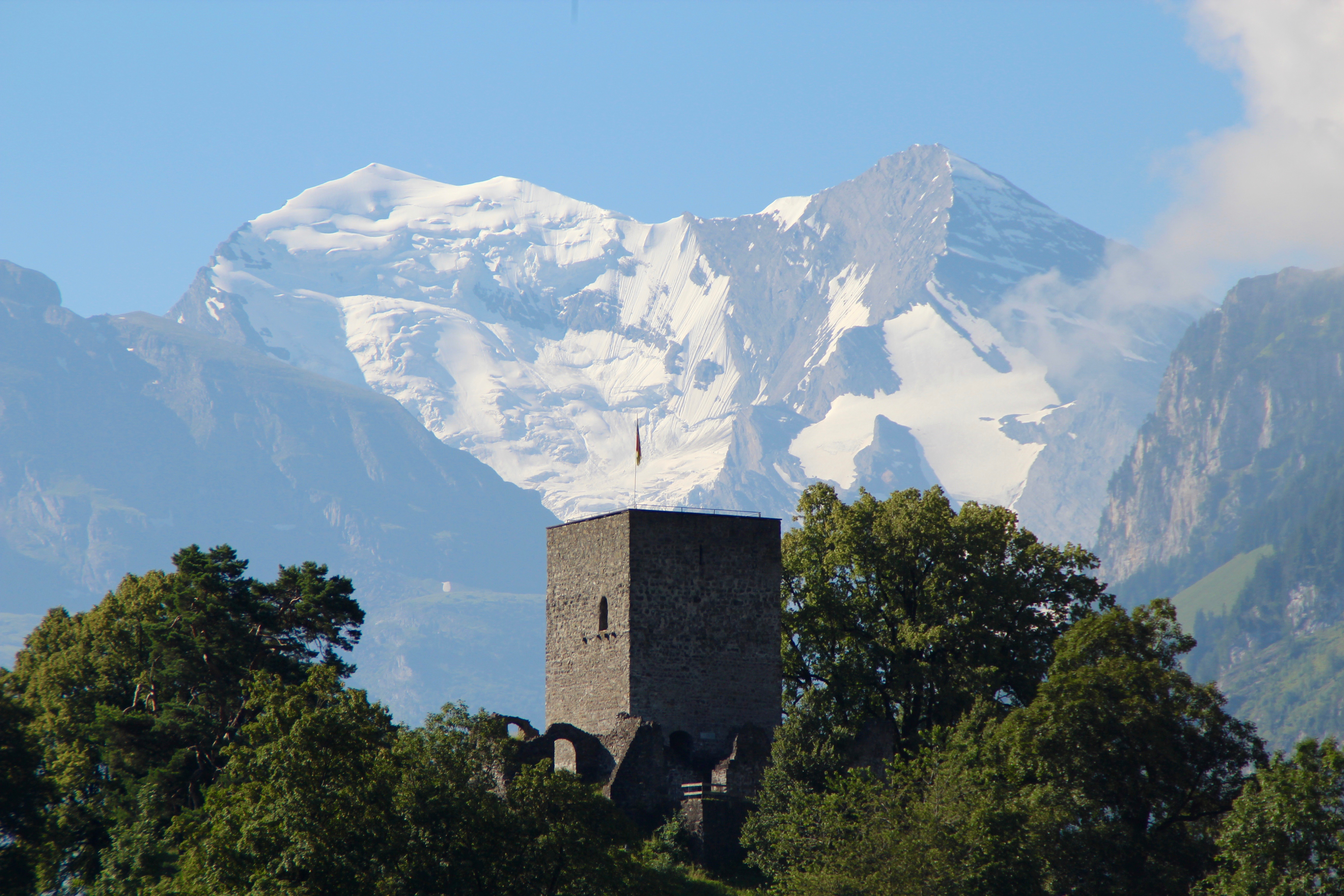
Tellenburg
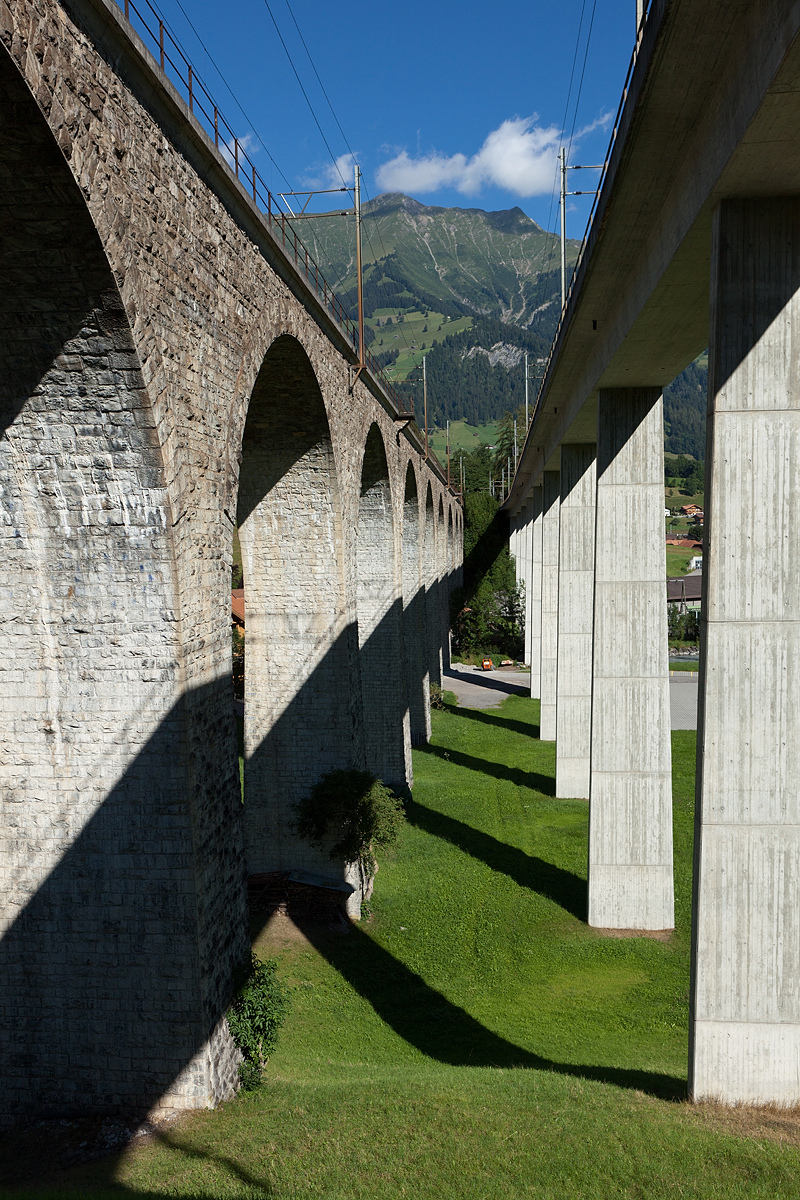
links: alter Viadukt, rechts erweiterte Zuglinie
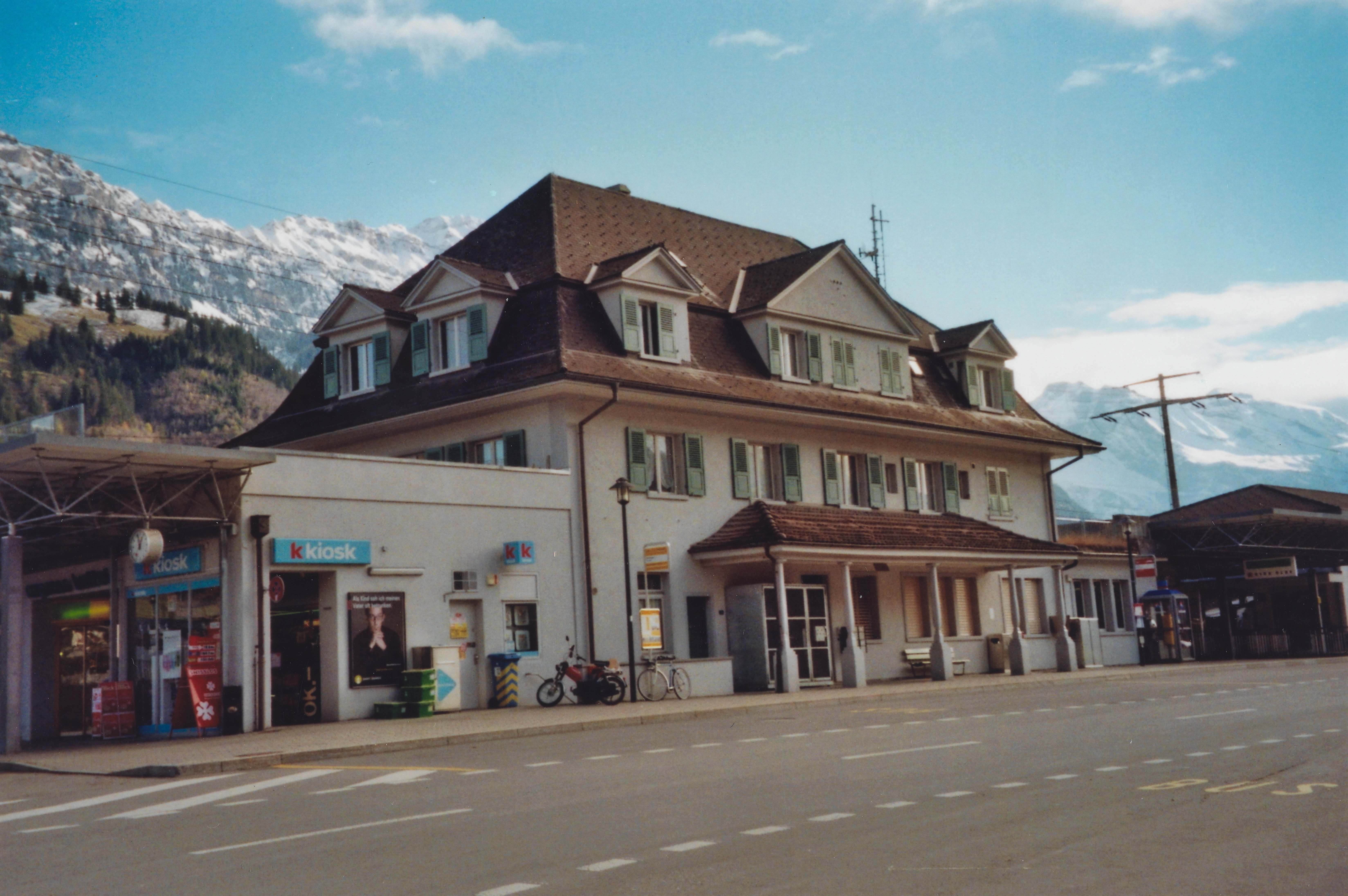
Bahnhof Frutigen, Strassenseite (2012)

## Persönlichkeiten
- Gottlieb Schneider (1828–1884), Jurist und Politiker, Nationalrat
- Christoph Drollinger (1861–1943), deutscher evangelischer Geistlicher und Begründer der Schweizer Gemeinde für Urchristentum
- Berta Rosin (1874–1942), Schriftstellerin
- Albert Steiner (1877–1965), Fotograf
- Oscar Kambly (1887–1957), Unternehmer
- Maria Lauber (1891–1973), Lehrerin und Mundartdichterin
- Martin Alfred Klopfenstein (1931–2016), reformierter Theologe
- Eduard Klopfenstein (* 1938), Japanologe und Hochschullehrer
- Walter Donzé (* 1946), Nationalrat (EVP)
- Denis Müller (* 1947), Theologieprofessor und Ethiker, Universität Lausanne (Heimat Frutigen)
- Hansruedi Wandfluh (* 1952), Nationalrat (SVP), Direktor + VR-Delegierter Wandfluh AG, Hydraulik + Elektronik
- Peter Grossen (* 1961), Volksmusiker
- Albert Rösti (* 1967), Bundesrat (SVP)
- Jürg Grossen (* 1969), Nationalrat (glp), Unternehmer
- William White (* 1972), Sänger
- Emanuel Oppliger (* 1975), Snowboarder
- Heinz Inniger (* 1980), Snowboarder
- Christoph Kunz (* 1982), Olympiasieger und Silbermedaillengewinner Paralympics Abfahrt, Riesenslalom
- Mike Schmid (* 1984), Skicross Olympiasieger
- Nadine Zumkehr (* 1985), Beachvolleyballspielerin
- Simon Trummer (* 1989), Rennfahrer
- Michael Schärer (* 1996), Snowboarder